# ウズラシギ
ウズラシギ（鶉鴫、学名:Calidris acuminata）は、チドリ目シギ科に分類される鳥類の一種である。

## 形態
成鳥で全長20cm程度、翼長は15cm程度となる。
名前の由来は、ウズラぐらいの大きさであることから。

## 分布
ユーラシア大陸北東部のツンドラ地帯で繁殖し、冬期はニューギニアからオーストラリアへ渡りをおこない越冬する。
日本へは春と秋に渡りの途中の旅鳥として飛来する。群れにはならず1羽か数羽の小群で行動するが、100羽程度の群が観察された記録もある。

## 生態
海岸近くの水田、ハス田、入江、川岸の水たまりなどにいる。
水中や水際で貝類や甲殻類、昆虫類を捕食する。